# Matt Cook
Matthew James Cook (Saint Helier,Jersey; 17 de mayo de 1978), conocido como Matt Cook, es un exjugador jerseyés de rugby naturalizado español. Jugaba de número 8 o flanker, y fue internacional absoluto con la selección de rugby de España. 

## Trayectoria
Comenzó a jugar al rugby a los 6 años en Jersey. En 1998, se mudó a Inglaterra y fichó por el Bedford Blues, donde debutó en la Premiership inglesa el día de su 21 cumpleaños contra el Richmond RFC. En ese partido, marcó dos ensayos. Este fue su único partido como profesional con el Bedford Blues. Posteriormente, fue liberado por el Bedford Blues e intentó buscar otro club de la Premiership. En 2003, fichó por el Blaydon RFC, pero al no poder encontrar otro club de la máxima categoría, se retiró del rugby.
En 2005, se mudó a Villajoyosa, en España, y abandonó su retiro para fichar por el CR La Vila. En 2009, fue seleccionado para jugar con el Olympus Rugby XV Madrid en la European Challenge Cup. 

## Selección
En 2009, fue invitado por la selección española a unirse a sus campamentos de entrenamiento. En 2010, Matt se calificó para jugar con España bajo el reglamento de residencia, ya que había vivido allí durante cinco años. Debutó en un partido clasificatorio para la Copa Mundial de Rugby de 2011 contra la selección de Rusia en el Estadio Nacional Complutense de Madrid. Esto lo convirtió en el segundo jugador internacional nacido en Jersey, tras la convocatoria de Matt Banahan con la selección de Inglaterra.